# 水越萌
水越萌（みずこし もえ）は、CIRCUSの開発したアダルトゲーム『D.C. 〜ダ・カーポ〜』及びその派生作品の登場ヒロイン。

## 特徴・設定
風見学園本校1年2組に所属し、主人公朝倉純一の先輩にあたる。10月9日生まれ。2002年時点での身長は159cm、3サイズは87/57/86。血液型はB型。スタイルは抜群だがその維持には全くの無頓着。髪を後ろで大きな白いリボンを用いて結えている。
非常にマイペースでのんびりした天然ボケな性格で、歩いている最中に眠ってしまうことすらある。ゲーム中ではこの「眠り」が物語に重要な役割を持つ。裁縫は作業は遅いが意外に得意である。音楽部に所属して木琴を担当するが、その腕前は「一度も同じ音を出したことがない」と自称するように上手くない。常に首にかけて持ち歩いている木琴を誰もいない桜並木で、叩きながら歩く奇怪な行動も確認され、学園七不思議の一つに間違えられたりしている。卒業パーティーでは「木琴占い」という独特な占いも披露した。茶道部の幽霊部員でもある。
どんな不思議な物事や修羅場にも動揺しない神経の持ち主。物事を正しく把握しているかも不明な発言を繰り返す一方で、時折的を射た発言をして周囲を驚かせる。また驚異の霊感能力を持つ。
鍋には一家言ある。水越一家の中でも屈指の鍋好きで、昼休みに妹の眞子と屋上で鍋を食べている。またどらやきが好物でもある。虫、特にゴキブリを嫌う。
アニメ版『D.C.』『D.C.S.S.』『 D.C.if』はそれぞれの繋がりの有無が明確でないことに加え、それぞれの世界観や設定も異なるため萌自身の性格もそれぞれ違う。このため『D.C.』のサイドエピソードではフナムシを見て「かわいい」と述べるなど原作と矛盾が生じている。

### 家族構成
主人公のクラスメートである水越眞子は妹である。姉妹で全く逆の性格をしている。実家は初音島最大規模の病院、水越総合病院を経営している、お嬢様である。またゲーム、アニメ共に水越智也と言う弟がいるが、それぞれ学年が違う。

## ゲームにおける水越萌

### D.C.
風見学園の卒業パーティの後、萌をかばった純一は事故により入院することとなる。
そうして萌は目覚めた純一の世話をすると言って退院後も朝倉家に住み込みで面倒を見る。そんな中で純一は萌へと惹かれて行く。
その後、萌がわざと睡眠薬を飲んでいることが判明する。幼い頃によく遊んだが、自分をかばって交通事故で死んでしまった友達「啓くん」（本名は啓一）と夢の世界でなら逢えると信じていたのである。実際には桜の木の魔法により「啓くん」の幻が見えていた。

### D.C.W.S./S.V./F.S./A.S.
D.C.と同じ年のクリスマスを描いた『D.C. White Season 〜ダ・カーポ ホワイトシーズン〜』、翌年の夏を描いた『D.C. Summer Vacation 〜ダ・カーポ サマーバケーション〜』、それらのコンシューマ版リメイク『D.C. Four Seasons 〜ダ・カーポ〜 フォーシーズンズ』およびD.C.F.S.のPC移植版『D.C. After Seasons 〜ダ・カーポ〜 アフターシーズンズ』では変わらず風見学園本校の生徒である。
D.C.W.S.では、本作の特徴であるドッペルゲンガー(実は未来からやってきた"大人萌")と遭遇するが、音夢ルートやさくらルートのような対決はない。大人萌のセリフには、D.C.萌ルートの未来として純一と萌が結婚していると取れるようなニュアンスの言い回しがある(『朝……いえ、水越萌ですよ』や『旦那さんは朝……いえ、ゲフゲフン』)。D.C.W.S.ことりルートと同じく「未来からの使者」という共通項を持つことから、同一ライターによるシナリオであると思われる。
D.C.S.V.のショートストーリーでIPPOO（アイピーツーオーツー）国際鍋監視機構のエージェントであることを明かしたが、真意のほどは定かではない。本編ではサブキャラとして登場。
D.C.F.S.とD.C.A.S.ではD.C.S.V.の洋館編を基にした「AutumnColor」にヒロインとして登場。鷺澤家の別荘の管理人をする霧羽明日美のために降霊術をする。

### D.C.II
名前のみの登場。シナリオ「D.C.」において義之、朝倉姉妹を誘って学園内で鍋を催したさくらが、ふと思い出している。 D.C.II P.C.およびD.C.II P.S.のアイシアも萌の名を出している

## アニメにおける水越萌

### D.C.
第7話、第13話で主演。
第7話ではいつものように屋上で鍋パーティーをしていたが、生きたままのカモを鍋の具としてさばこうとした途端に逃がしてしまい、純一が大慌てで捕まえたものの先生から大目玉を喰らうことになる。そのお詫びに純一を屋敷でのディナーに誘い、水越姉妹がお嬢様であることが判明する。睡眠薬や啓一に関する設定は全編を通して登場しないほか、純一に恋愛感情を抱く描写がなく、ヒロインたちの中では例外的な扱いになっており、パンチラやラッキースケベ、極小マイクロビキニでポロリなど、お色気担当となっている。

### D.C.S.S.
『D.C.S.S. 〜ダ・カーポ セカンドシーズン〜』では風見学園を卒業後、家事や病院の手伝いをしていることになっている。
ストーリー自体がゲームの音夢エンドから2年後を舞台としたオリジナルストーリーであることに加え、前作の「D.C. 〜ダ・カーポ〜」から繋がっているように見えつつ完全に矛盾している部分も多いため萌自体も前作の設定を引き継いでいるかは不明。（相変わらず眠そうにしてボケボケとした様子は一応共通している。）
作中では純一のことが好きだと言っているが、本人の性格故に本当のことなのかは不明。

### D.C.if
テレビアニメ版『D.C. 〜ダ・カーポ〜』から1年後という設定のため、D.C.S.S.と違い風見学園に通っている。
美春たちと同じく、朝倉純一と白河ことりの仲を見守っている。D.C.やD.C.S.S.では純一の呼び方が「朝倉君」であったが、D.C.ifでは「朝倉さん」となっている。 